# Farsithyra
Farsithyra is een geslacht van weekdieren uit de klasse van de Gastropoda (slakken).

## Soort
- Farsithyra farsensis Glöer & Pešić, 2009